# 야마모토 케이코
야마모토 케이코(일본어: 山本 圭子 やまもと けいこ[*], 1940년 8월 7일~2024년 4월 18일)는 일본의 여성 성우 겸 내레이터. 아오니 프로덕션 소속. 오사카부 출신.

## 개요
2020년 9월 10일, 소속사인 아오니 프로덕션으로부터 골절 치료를 위해 일시 휴양하는 것이 발표되었고, 『사자에상』의 하나 아역은 이쿠라 카즈에가 대역을 맡았다 .하나아역은 같은 해 10월 18일 방송에서 복귀했다가, 2024년 4월 18일 패혈증으로 사망했다.

## 출연 작품
시기불명
- 사자에상 (하나자와 하나코, 이시다 오코제, 마스오의 어머니, 옆집 할머니,  외)

1963년
- 늑대소년 켄
- 철완아톰 (1기)

1964년
- 빅X

1965년
- 싸워라! 오스퍼 (오스퍼)

1966년
- 오소마쓰군 (마츠노 쵸로마츠, 마츠노 카라마츠, 마츠노 이치마츠 외)
- 요술공주 샐리

1968년
- 게게게의 기타로 1기
- 사이보그009 (1968년판)

1969년
- 어택 No.1
- 타이거 마스크
- 비밀의 아코짱 1기
- 퓽퓽마루
- 맹렬 아타로 1기 (1969년 - 1970년, 아타로)

1970년
촌놈 대장
1971년
- 아파치 야구군
- 거인의 별
- 쿠니마츠님의 행차다
- 게게게의 기타로 2기 (1971년 - 1972년, 귀신할멈)
- 원조천재 바카본 (1971년 - 1972년, 바카본)

1972년
- 아카도 스즈노스케 (아카도 스즈노스케)
- 바다의 트리톤
- 사루토비 엣짱
- 데빌맨
- 마징가Z
- 근성 개구리
- 루팡 3세 1기

1973년
- 정글 쿠로베
- 도라에몽(니혼TV판)
- 도로롱 엔마군
- 미크로이드 S
- 미라클 소녀 리밋트쨩
- 완사군

1974년
- 알프스의 소녀 하이디 (남자아이)
- 에이스를 노려라!
- 카리메로
- 큐티하니
- 겟타로보
- 최초의 인간 개톨즈
- 마법소녀 메구짱

1975년
- 원조천재 바카본
- 겟타로보G

1976년
- 캔디캔디
- 초전자로보 컴배틀러 V (토비타 코타로)
- 리틀 루루와 작은 친구들 (토비)
- 머신 하야부사

1977년
- 일발 칸타군
- 대공마룡 가이킹 (고로)
- 초합체마술로보 깅가이저 (타이치)
- 빙하전사 가이스라가 (이이 타로)

1978년
- 여왕 폐하의 쁘띠 안제
- 마법소녀 티클
- 잇큐씨

1979년
- 우주공모 블루노아
- 원탁의 기사 이야기 불타올라라 아서
- 은하철도999
- 사이보그009 (1979년판)
- 젠다맨
- 과학닌자대 갓챠맨F

1980년
- 괴물군
- 힘내라 겐키
- 낚시광 산페이
- 도라에몽 (TV아사히판 제1기)
- 닐스의 모험
- 불타올라라 아서 백마의 왕자 (피트)

1981년
- 최강로보 다이오쟈
- 철완아톰 제2기
- Dr.슬럼프 아라레쨩
- 헬로! 샌디벨
- 우리 만화가 토키와 장 이야기

1982년
- 아사리쨩
- 장난꾸러기 신 이야기 코로코로 포론 (에로스)
- The・호박와인
- 二死満塁
- 닌자 핫토리 군
- 나는 파타리로
- 야생의 외침

1983년
- 이글 샘
- 은하질풍 사스라이거 (1983년 - 1984년 샘)
- 근육맨
- 만화 이솝이야기

1984년
- 근육맨!!7인의 초인 vs 우주의 무사
- Gu-Gu 간모
- 리틀 엘 시드의 모험

1985년
- 게게게의 기타로 제3기 (1985년 - 1988년, 귀신 할멈)
- 하이 스텝 쥰
- 루팡3세 PART3

1986년
- 모래요정 바람돌이
- 요괴 Q타로
- 로보단

1987년
- 가면의 닌자 아카카게
- 신 메이플 타운 이야기 팜 타운 편 (마키)
- 빅구리맨 (천재남자 잭)

1988년
- 투장 라면맨
- 비밀의 아코짱

1989년
- 키테레츠 대백과
- 드래곤볼Z (동쪽 계왕)

1990년
- 신빅구리맨
- 날아라 호빵맨 (1990년 - 2001년, 고래의 쿠탄, 바케루 군(2대))
- 마루코는 아홉살
- 친푸이 (카이저)

1992년
- 울트라맨 키즈 엄마 찾아 3000만 광년
- 쓰요시 정신차리세요.
- 판타지 어드벤처 장화신은 고양이 의 모험

1993년
- 드래곤볼Z

1994년
- 마법진 구루구루

1995년
- 애니메 세계의 동화

1996년
- 게게게의 키타로 제4기 (1996년 - 1998년귀신 할멈)

1997년
- 소년 H가 본 전쟁

1998년
- 김전일 소년의 사건부 (기미사와 유리에)
- 크레용 신짱
- 닥터 슬럼프
- 비밀의 아코짱 제3기

1999년
- 주간 스토리 랜드

2000년
- 두근두근 전설 마법진 구루구루

2001년
- 노노짱

2002년
- 방가방가 햄토리 (데비 햄 군)
- 베이베 할머니
- 별의 커비 (에스카르곤의 어머니)

2003년
- 카스민

2004년
- 명탐정 코난 (2004년 - 2005년, 에가미 타츠에, 센쥬 에리)

2005년
- 금색의 갓슈벨!! (리오)

2006년
- ARIA The NATURAL
- 네리마 무 브라더스
- 나왔다!파워퍼프걸Z
- 성실하게 불성실한 쾌걸 조로리

2007년
- 게게게의 키타로 제5기 (2007년 - 2008년, 귀신 할멈)
- 수호캐릭터!

2008년
- ねぎぼうずのあさたろう（にんにくのおかつ）

2011년
- 일상

2015년
- 어둠산타

### 극장판 애니메이션
1967년
- 소년 잭과 마법사

1971년
- 어택 No. 1 눈물의 불사조

1974년
- 기관차 야에몽 D51의 대모험

1976년
- 장화 신은 고양이 80일간의 세계일주

1980년
- 힘내라!! 타부치군!! 제3탄 격투 아아 떠받침 인생

1981년
- 꼬마숙녀 치에
- 시리우스의 전설

1983년
- 닌자 핫토리 군 닌닌 고향 대작전의 권

1984년
- 근육맨 빼앗긴 챔피언 벨트
- 근육맨 대난동! 정의초인

1985년
- 근육맨 정의초인 vs 고대초인
- 근육맨 역습! 우주은둔초인
- 근육맨 화려한 모습! 정의초인

1986년
- 근육맨 뉴욕 위기일발
- 근육맨 정의초인 vs 전사초인

1987년
- 게게게의 키타로 격돌!! 이차원 요괴의 대반란

1988년
- 빅쿠리맨 제 1차 성계대전
- 빅쿠리맨 무연존의 비보

1989년
1990년
- Pink みずドロボウあめドロボウ

1991년
- 도라미쨩 어머머♥소년산적단! (아라라)

1992년
- 날아라 호빵맨 츠미키성의 비밀
- 마루코는 아홉살 내가 좋아하는 노래

1993년
- 닥터 슬럼프 아라레쨩 응챠! 펭귄마을은 맑음 뒤 맑음

1995년
- 드래곤볼Z 부활의 퓨전!! 손오공과 베지터
- MEMORIES 대포의 거리

1996년
- 울트라맨 컴퍼니
- 게게게의 키타로 대해수

1997년
- 크레용 신짱 암흑 타마타마 대추적
- 게게게의 키타로 요괴 나이터 (귀신 할멈)
- 게게게의 키타로 요괴특급! 환상의 기차 (귀신 할멈)
- 지구가 움직인 날

2000년
- 날아라! 호빵맨 인어공주의 눈물이다

2001년
- 날아라! 호빵맨 바나나섬을 되찾아줘

2002년
- 크레용 신짱 태풍을 부르는 장엄한 전설의 전투 (요시노)

2004년
- ONE PIECE 오마츠리 남작과 비밀의 섬

2005년
시간을 달리는 소녀
2006년
- 극장판 게게게의 키타로 일본폭렬!! (귀신 할멈)

2014년
- 날아라 호빵맨 꼬마사과와 모두의 소원

2015년
- 마루코는 아홉살 ~이탈리아에서 온 소년~ (야마다군)

### 게임
1992년
- 초형귀: 궁극무적은하최강남

1994년
- 팝플 메일 (카우)※ PC 엔진 SUPER CD-ROM2판

1995년
- 마루코는 아홉살 대전 퍼즐다마(야마다 군)
- 마루코는 아홉살 그림 일기 월드 (야마다 군)

1997년
- 게게게의 키타로(귀신 할멈, 도)
- 미즈키 시게루의 요괴무투전(스나카케바 할머니)

2000년
- 데빌맨 (타레짱) ※ 클리어 후 히든 모드만 가능.

2001년
- 마츠모토 레이지999~Story of 갤럭시 Express 999~ (레드릴)

2002년
- 다크 클라우드 (미래의 린)

2005년
- 금색의 갓슈벨!! 고고 마물파이터 (리오)
- 킹덤 하츠 (치킨 리틀)

2007년
- 게게게의 키타로 요괴 대운동회
- 모두의 골프

2009년
- 마루코는 아홉살DS 마루코의 마을 (야마다군)

### 특촬
1974년
- 힘내라!! 로보콘 (로보콘)

1976년
- 로보콘의 대모험 (로보콘)

1995년
- 초력전대 오레인저 (바라 헝그리,카보 챰프킨)
- 극장판 초력전대 오레인저
- 불타라!! 로보콘 VS 힘내!! 로보콘 (로보콘)

### TV드라마
- 동물병원 선생님 (2003년, 미케의 목소리)
- 드라마 사자에상2 (2010년, 하나에의 목소리)

### CM
- 포피 초합금 로보콘
- 닌텐도 요시의 알 (요시의 목소리)
- 이케다모범도 무히패치A(1990년)
- 미쓰칸 카오리의 창고 (1997년)
- 다나카 귀금속공업 겨울의 요령 캠페인(2007년)
- 타운 페이지 (2007년)

### 나레이션
- 저 사람은 지금!?
  - 위와 같이 VTR에서 딱 한 번 얼굴을 내밀고 출연했다.
- 도에이 만화 축제·예고편 내레이터(1970년대)
- 늑대소년
- 치토코! (치토코! 세계의 아침밥)
- 첫 심부름
- 매지컬 두뇌파워!!
- 테렌스 콘란의 홈 디자인 클럽(TV 아사히 계열, 야라 유사쿠와 공동 출연)
- 과외를 환영합니다 선배님